# Helenówek (Kanie)
Helenówek – przysiółek wsi Kanie w Polsce, położony w województwie mazowieckim, w powiecie pruszkowskim, w gminie Brwinów.
W latach 1975−1998 przysiółek administracyjnie należał do województwa warszawskiego.